# Qada Al-Azezia
Qada Al-Azezia är ett distrikt i Irak.   Det ligger i provinsen Wasit, i den centrala delen av landet, 80 km sydost om huvudstaden Bagdad.
Följande samhällen finns i Qada Al-Azezia:
- Al ‘Azīzīyah